# Pemphigoïde cicatricielle
 Mise en garde médicale
La pemphigoïde cicatricielle  est une dermatose autoimmune chronique, rare, touchant le plus souvent plusieurs muqueuses à la fois, et caractérisée par l'apparition de cloques subépithéliales (entre derme et épiderme), des lésions érosives de la peau ou de certaines muqueuses,.

## Dénomination
La maladie a eu de nombreux noms, aujourd'hui désuets et source de confusion. Ces noms étaient souvent associés à la partie du corps concernée Benign mucosal pemphigoid (« pemphigoïde bénigne des muqueuses », terminologie impropre, car la maladie peut être mortelle), Benign mucous membrane pemphigoid, Ocular pemphigus (« pemphigoïde oculaire ») ou encore Scarring pemphigoid (« pemphigoïde cicatricielle ») pour les anglophones.

## La maladie
Les causes en sont encore mal comprises.
Dans la pemphigoïde cicatricielle des muqueuses, une réaction auto-immune se produit dans la peau, plus précisément au niveau de la membrane basale, qui relie la couche inférieure de la peau (derme) à la couche supérieure de la peau (épiderme) et qui fait que l'épiderme reste bien attaché au corps. Lors des phases actives de cette maladie, la membrane basale est attaquée et localement dissoute par des anticorps dirigés contre elle. L'épiderme n'est alors plus adhérant et il se produit des cloques (qui cicatrisent ensuite).

## Épidémiologie
La pemphigoïde cicatricielle touche essentiellement le sujet âgé (60 à 70 ans en général) et plus souvent des femmes (qui vivent plus âgées).
L'incidence est en France d’environ moins d'un cas par million d'habitants et par an (ce qui est très inférieure à celle de la pemphigoïde bulleuse.
L'âge moyen du patient est compris entre 60 et 65 ans. La maladie semble être plus fréquente chez le porteur de l'antigène HLA-DQB1*0301.

## Description
La forme décrite en premier lieu par Brunsting et Perry, était une pemphigoïde cicatricielle cutanée pure, exclusivement cutanée et à bulles et/ou attaques érosives touchant la tête et le cou, à évolution cicatricielle, avec souvent une alopécie cicatricielle. Les bulles sont semblables à celles observées dans la pemphigoïde bulleuse, sous-épithéliales et sans acantholyse. Dans ces formes, les bulles se formant sur les muqueuses sont fragiles et font place à des érosions superficielles.
les zones muqueuses touchées sont : 
- la muqueuse buccale (80 à 90 % des cas), avec fréquemment une gingivite érosive[7] et plus rarement des bulles intrabuccales sur le palais, la langue, les gencives ;
- la cornée (50 à 70 % des cas), avec conjonctivite chronique et synéchiante. Ces pemphigoïdes sont d'abord unilatérales puis bilatérales. Elles résistent aux traitements locaux. Aux stades 1 et 2 la conjonctivite érythémateuse évolue, au stade 3 la conjonctivite synéchiante avec symblépharon et diminution de l’ouverture de la fente palpébrale est constatée. Au stade 4, la cécité est proche (dans 5 à 20 % des cas[8]), due à des opacités cornéennes. Un trichiasis est fréquent (cils dirigés vers le globe oculaire, en raison d'une paupière recourbée) et très douloureux (la cornée est bien mieux innervée que la peau).
- la forme pharyngo-laryngée (8 à 20 % des cas). Elle doit toujours être recherchée en raison de risques de fausses routes et de fistulisation pouvant compliquer la maladie ;
- les formes génitales (15 % des cas). Une balanite érosive et synéchiante touche l'homme, alors que des lésions bulleuses et érosives (généralement douloureuses, avec sensations de brûlure) sont observées chez la femme, avec apparition de « brides vulvaires » au stade avancé de la maladie ;
- la forme interne, œsophagienne est rare (4 % des cas) et peut conduire à une sténose œsophagienne.

Les lésions cutanées ne sont observées que dans 25 % des cas, souvent peu nombreuses, cause d'érosions cutanées chroniques. Elles mesurent de quelques millimètres à plusieurs centimètres de diamètre. Des grains de milium et cicatrices déprimées sont présents, surtout sur la tête et le cou, parfois sur le thorax. L’atteinte du cuir chevelu conduit à une alopécie cicatricielle.

### Autres formes de pemphigoïde cicatricielle
Une seule muqueuse est touchée, le plus souvent il s'agit de la muqueuse buccale (avec gingivite érosive en général) ou de la cornée (qui est la muqueuse oculaire). L'évolution est habituellement alors chronique, mais toujours sur le même organe.

## Diagnostic
Le signe de Nikolsky est présent : une légère pression latérale sur la muqueuse affectée ou sur la peau produit une bulle, démontrant que l'adhérence épithéliale est réduite. Dans le cas des pemphigus, l'épithélium a tendance à se désintégrer, plutôt qu'à former une bulle.
L'analyse immunologiques (immunofluorescence...), par biopsie de peau ou de muqueuse, montre : 
- des auto-anticorps circulants (à antigène situé dans l'hémidesmosome) ; l’immunofluorescence indirecte faite sur un substrat épithélial intact montre des auto-anticorps circulants de type IgG et/ou IgA, mais seulement dans 20 % des cas, et souvent à doses très faibles (Ils sont une preuve de la maladie, mais leur absence n'est pas une preuve que la maladie n'est pas là et ils ne donnent pas d'indice fiable de gravité) ;  l'antigène PB180 est la principale cible des auto-anticorps du patient, mais d'autres antigènes-cibles ont été mis en évidence, dont la sous-unité a de la laminine 5[9],[10]. Des auto-anticorps IgA ciblant une protéine de 45 kDa ont aussi été détectés dans le sérum de malades victimes d'une pemphigoïde cicatricielle oculaire stricte. Il pourrait donc y avoir plusieurs variantes de cette maladie correspondant à des formes cliniques et/ou immunopathologiques immunologiquement spécifiques de pemphigoïdes cicatricielles.
- des dépôts linéaires d’immunoglobuline G et/ou de C3, souvent accompagnés d'IgA, le long de la membrane basale épidermique mis en évidence par l'immunofluorescence directe[11], plus souvent positive sur les biopsies de muqueuse que sur celles de peau. Cette immunofluorescence ne permet pas, cependant, de trancher avec une pemphigoïde bulleuse, seule une atteinte muqueuse prédominante faisant orienter le diagnostic.

En immunofluorescence indirecte sur peau clivée (cloquée), les anticorps sont fixés le plus souvent sur le toit, mais aussi parfois au plancher de la zone de clivage.

### Diagnostic différentiel
L'hypothèse d'une épidermolyse bulleuse acquise peut être éliminée par :
- immunotransfert, si apparition d'un réactivité sur extrait épidermique, avec une protéine de 180 kDa en général ;
- immunomicroscopie électronique, qui montre alors des dépôts épais d'anticorps sur la lamina lucida et de la lamina densa.

Dans les formes muqueuses pures, le diagnostic différentiel (via l'immunofluorescence directe notamment) portera sur :
- le pemphigus vulgaire,
- l'érythème polymorphe,
- les balanites non auto-immunes (chez l'homme) ou chez la femme des vulvites synéchiantes autres qu'auto-immunes.

## Traitement
Dans les formes buccales, l'application de corticoïdes locaux avec de la dapsone ou de la tétracycline est proposée. En cas d'échec, la mise sous corticoïdes généraux, ou certains immunosuppresseurs peut être proposée.
Dans les formes oculaires, la combinaison d'un corticoïde, d'un immunosuppresseur et d'un sulfamide local est utilisée mais n'empêche pas toujours l'évolution vers la cécité.
Dans les formes réfractaires, l'injection d'immunoglobulines non spécifiques ou de rituximab (anticorps monoclonal chimérique dirigé contre la molécule de surface CD20, présente sur la plupart des cellules B) ont une certaine efficacité.
L'accompagnement psychologique est recommandé, car comme dans le cas de beaucoup de maladies rares, les diagnostics ont été tardifs, le malade a subi une longue période de souffrance physique et morale, parfois non reconnue par l'entourage ou le généraliste. La vie sexuelle et sociale peut être fortement affectée. Ceci induit un sentiment de désespoir dans le cas d'échecs répétés de diagnostic et de traitements sans effets. Les atteintes oculaires peuvent être très douloureuses et invalidantes. De plus le temps de traitement peut être très long, et un suivi clinique durable est nécessaire, avec prise en charge multidisciplinaire.